# ژان لورت
ژان لورت (حدود 1600-1665) نویسنده و شاعر فرانسوی بود که به دلیل انتشار اخبار هفتگی جامعه پاریس (از آغاز تا اوج کاری آن) از سال 1650 تا 1665که به صورت اشعاری بود که آن را روزنامه طنز می‌نامید مشهور گردید. به دلیل نوشته‌های موضوعی خاص از لورت به عنوان پدر روزنامه‌نگاری یاد می‌شود.
چارلز دیکنز در مروری بر مطبوعات فرانسه در سال ۱۸۶۸، مجله لورت را «هوشیارترین روزنامه» در دوره پس از مرگ لوئی سیزدهم عنوان کرد و خاطرنشان کرد که او تا سال ۱۶۵۲ توانست از سانسور دولت فرار کند، پس از آن بود که دولت لورت را از نوشتن در مورد مسائل کلیسا یا ایالت منع کرد.
ابیاتی که به صورت نامه به ماری دو اورلئان لونگوئیل بود، در سه جلد با عنوان La Muse historie جمع‌آوری و منتشر شد (۱۶۵۰، ۱۶۶۰، ۱۶۶۵). اعتقاد بر این است که جلد اول حاوی اولین اشاره مکتوب به قصه‌های مادر غاز است.
او سوژه پرتره ای از نقاش مشهور رابرت نانتویل بود که موضوع نقاشی‌های وی چهره‌های معروف دربار لوئی چهاردهم بود.
حامی لورت نیکولاس فوکه بود و هنگامی که فوکت دستگیر شد، لورت یکی از چندین عضو اعضای انجمن فرانسه بود که به دفاع از وی رسید.
پس از مرگ او، چندین نویسنده دیگر شیوه روزنامه اشعار طنز را تقریباً تا پایان قرن ادامه دادند.